# Saint-Bernard (Alt Rin)
Saint-Bernard (en alsacià Sànkt Bernhàrd) és un municipi francès, situat a la regió del Gran Est, al departament de l'Alt Rin. El 2019 tenia 570 habitants.

## Demografia
| 1962 | 1968 | 1975 | 1982 | 1990 | 1999 |
| ---- | ---- | ---- | ---- | ---- | ---- |
| 293  | 295  | 319  | 361  | 382  | 472  |

## Administració
| Període   | Identitat    | Partit |
| --------- | ------------ | ------ |
| 2001-2008 | Paul Munsch  |        |
| 2008-     | Betran Ivain |        |